# UC-3号潜艇
陛下之UC-3号艇是德意志帝国海军于第一次世界大战期间建造的其中一艘UC-I型近岸布雷潜艇或称U艇。它由汉堡的伏尔铿船厂承建，于1915年5月28日新船下水，至同年6月1日交付使用。其全长33.99米，水面及水下排水量分别为168吨和183吨，艇载武器则包括六具水雷投放井以及一门8毫米口径机枪。UC-3号入役后曾被部署至驻泽布吕赫的佛兰德区舰队，并参与了大西洋潜艇战。通过其二十九次布雷巡逻，共间接致沉22艘协约国或中立国船舶，容积总吨累计达30592吨。1916年5月27日，UC-3号在泽布吕赫附近失踪，推定为触雷沉没。艇内18名官兵全数阵亡。

## 设计
第一次世界大战爆发后，为配合欧洲大陆的战事，德意志帝国海军鱼雷监察局（Inspektion des Torpedowesens）于1914年9月向潜艇监察局（Inspektion des U-Bootwesens）提议，研制小型布雷潜艇用于在法国近岸水域实施水雷封锁。潜艇局随即完成了代号为“35a号工程”的设计方案，即UC-I型潜艇。有别于同时代的大多数潜艇类别，该型潜艇基本上采用单壳体；这意味着艇体全由耐压壳体构成，当中集成了用于下潜的潜水舱。这种结构类型是衍生自19世纪后期德国的第一艘实验性U艇，在当时实际上已显过时。
UC-3号是首批15艘UC-I型方案的三号艇。这个亚型是基于同时开发的近岸作业潜艇UB-I型发展而来，但体积略大，全长为33.99米，并有3.04米的吃水深度；舷宽则同样限定在3.15米，以满足铁路运输所要求的装载限界。其水上和水下排水量分别为168吨和183吨。艇只搭载有一台功率为90匹公制馬力（66千瓦特）的戴姆勒制六缸四冲程柴油发动机用于水面运行，以及一台175匹公制馬力（129千瓦特）的西门子-舒克特电动发电机供水下运行；它们用以驱动一根单轴直径为1.08米长的三叶螺旋桨。该艇的潜航深度为50米。
UC-3号在水上的最高速度为6.2節（11.5每小時），在水下的最高航速则为5.22節（9.67每小時）。它可以5節（9.3每小時）的速度在水上巡航780海里（1,440），或以4節（7.4每小時）的速度在水下巡航50海里（93）。作为专用的布雷潜艇，该艇取消了鱼雷发射管，改为六具倾斜式水雷存储井，并可携带12枚UC120型水雷。布雷时只需将存储井底部的盖板打开，水雷便可凭借自身重量滑入水中。此外，在甲板上还配备有一挺8毫米口径机枪作为辅助武器。其标准船员编制为1名军官及13名水兵。

## 历史
UC-3号是由国家海军办公室作为C项战时订单（Kriegsauftrag C）的一部分，于1914年11月23日向汉堡的伏尔铿船厂订购，建造编号为47。艇只于1915年5月28日下水，至6月1日在前U-23号艇长、海军上尉埃尔温·魏斯巴赫的指挥下正式交付使用。在魏斯巴赫之后，还有两人相继担任过UC-3号的指挥官，其中包括一战的王牌艇长、海军中尉埃尔温·瓦斯纳（1915年9月27日－1916年5月12日）。与同型的大多数姊妹艇一样，UC-3号在竣工后便通过铁路被运往泽布吕赫，于1917年6月25日加入驻当地的佛兰德区舰队，成为海军佛兰德集团军的一份子。
在为期一年的服役生涯中，UC-3号参与了大西洋潜艇战，在布鲁日至加来附近海域间共完成29次布雷巡逻，足迹遍布福克斯通、绍斯沃尔德和泰晤士河口等地。在此期间，共有协约国或中立国的16艘商船和6艘辅助军舰因撞上该艇布设的水雷而沉没，容积总吨累计达30592吨。其中，体积最大的受害者是5874总吨的英国货轮戈尔康达号，它于1916年6月3日从伦敦前往加尔各答途中，在距奧德堡东南偏东约5海里（9.3）处触雷沉没，共造成19人罹难。
UC-3号的结局存在着不同的说法。英国方面认为，它是在1916年4月23日受困于防潜网，继而被水听器探测到，然后在一次大爆炸仲迅速沉没，从而成为人类战争史上第一艘利用水听器发现并击沉的潜艇。击沉它的是英国武装拖网船奇里奥号（Cheerio），船长为汤姆森。德国官方则认为，UC-3号是5月27日在泽布吕赫附近布雷期间失踪，进而推定为误入了英国人布设的雷区并触雷沉没。艇内18名官兵全数阵亡。

## 袭击历史摘要
| 日期           | 船名               | 船籍         | 吨位 | 结局 |
| -------------- | ------------------ | ------------ | ---- | ---- |
| 1915年7月5日   | 派克号             | 挪威         | 1168 | 击沉 |
| 1915年7月14日  | 生动号             | 比利时       | 150  | 击沉 |
| 1915年7月20日  | 里安农号           | 英國皇家海軍 | 137  | 击沉 |
| 1915年7月21日  | 英国人号           | 英國皇家海軍 | 196  | 击沉 |
| 1915年9月12日  | 阿什莫尔号         | 英国         | 2519 | 击沉 |
| 1915年10月14日 | 萨勒诺号           | 英国         | 2071 | 击沉 |
| 1915年10月16日 | 沃尔西人号         | 英国         | 570  | 击伤 |
| 1915年10月17日 | 标枪号             | 英國皇家海軍 | 205  | 击沉 |
| 1915年10月25日 | 塞尔玛号           | 挪威         | 1654 | 击沉 |
| 1915年11月6日  | 阿拉斯泰尔号       | 英国         | 366  | 击沉 |
| 1915年11月11日 | 莱茵兰号           | 英国         | 1501 | 击沉 |
| 1915年11月17日 | 于尔里肯号         | 挪威         | 2379 | 击沉 |
| 1915年11月29日 | 汉密尔顿公爵夫人号 | 英國皇家海軍 | 553  | 击沉 |
| 1915年12月10日 | 涅柔斯             | 挪威         | 742  | 击沉 |
| 1915年12月11日 | 派恩格罗夫号       | 英国         | 2847 | 击沉 |
| 1915年12月18日 | 尼科号             | 挪威         | 712  | 击沉 |
| 1915年12月21日 | 伊斯梅女士号       | 英國皇家海軍 | 495  | 击沉 |
| 1915年12月27日 | 哈德利号           | 英国         | 1777 | 击沉 |
| 1916年1月14日  | 布雷斯劳号         | 英国         | 1339 | 击伤 |
| 1916年1月18日  | 奥弗涅号           | 法国海军     | 523  | 击沉 |
| 1916年2月8日   | 阿尔戈号           | 英国         | 1720 | 击沉 |
| 1916年2月28日  | 索纳比号           | 英国         | 1782 | 击沉 |
| 1916年5月26日  | 邓伍德号           | 英国         | 1221 | 击沉 |
| 1916年6月3日   | 戈尔康达号         | 英国         | 5874 | 击沉 |

## 脚注
1. ↑  Tarrant，第173頁.
2. 1 2  Helgason, Guðmundur. . German and Austrian U-boats of World War I - Kaiserliche Marine - Uboat.net.   [2009-02-20].
3. 1 2 3 4  Gröner 1991，第30–31頁.
4. 1 2  Helgason, Guðmundur. . German and Austrian U-boats of World War I - Kaiserliche Marine - Uboat.net.   [2014-12-31].
5. 1 2  Helgason, Guðmundur. . German and Austrian U-boats of World War I - Kaiserliche Marine - Uboat.net.   [2014-12-31].
6. ↑  Helgason, Guðmundur. . German and Austrian U-boats of World War I - Kaiserliche Marine - Uboat.net.   [2014-12-31].
7. ↑  陈进，第45頁.
8. 1 2  陈进，第46頁.
9. ↑  Herzog，第139頁.
10. ↑  NARS，第123頁.
11. 1 2  Helgason, Guðmundur. . German and Austrian U-boats of World War I - Kaiserliche Marine - Uboat.net.   [2014-12-29].
12. ↑  Helgason, Guðmundur. . German and Austrian U-boats of World War I - Kaiserliche Marine - Uboat.net.   [2022-06-28].
13. ↑  Brodie，第184頁.
14. ↑  Thomas, Lowell. . Popular Mechanics. July 1929  [2020-08-27]. （原始内容存档于2022-07-01）.